# República Croata d'Herceg-Bòsnia
La República Croata d'Herceg-Bòsnia (localment Hrvatska Republika Herceg-Bosna) fou una entitat, actualment inexistent, de Bòsnia i Hercegovina entre 1991 i 1994 com a resultat de la política secessionista durant la Guerra de Bòsnia. Tenia com a capital la ciutat de Mostar.
Herceg-Bòsnia havia de deixar d'existir el 1994 i per integrar-se en la Federació de Bòsnia i Hercegovina (una de les dues entitats de l'estat de Bòsnia-Hercegovina) a través de la signatura de l'Acord de Washington, però va continuar existint fins al 31 d'agost de 1996. Un dels cantons de la Federació encara utilitza el nom d'Herceg-Bòsnia.
El partit que governava la República de Croàcia, la Unió Democràtica Croata ("HDZ"), organitzà i controlà la branca del partit a Bòsnia i Hercegovina, la Unió Democràtica Croata de Bòsnia i Hercegovina ("HDZ-BiH"). El 12 de novembre de 1991, els nacionalistes més extremistes de l'HDZ-BiH, sota la direcció de Mate Boban, Dario Kordić i altres, i amb el suport de Franjo Tuđman i Gojko Šušak, havien pres el control del partit.